# 老百姓大藥房
老百姓大药房连锁股份有限公司（上交所：603883）是中華人民共和國一家藥房連鎖。

## 历史
首家門店於2001年10月27日由謝子龍在湖南省长沙市湘雅路創辦。2015年4月23日，老百姓大药房连锁股份有限公司在上海證券交易所上市。

## 同类企业
- 益丰大药房、一心堂、大参林

## 外部連結
- 官方网站